# South American Cookin'
South American Cookin' è un album di Curtis Fuller, pubblicato dalla Epic Records nel 1961. Il disco fu registrato il 23 agosto 1961 a New York City, New York (Stati Uniti).

## Tracce
Lato A
1. Hello Young Lovers – 5:20 (Richard Rodgers, Oscar Hammerstein II)
2. Besame Mucho – 9:13 (Consuelo Velázquez, Sunny Skylar)
3. Willow Weep for Me – 6:43 (Ann Ronell)

Lato B
1. One Note Samba – 4:11 (Antoni Carlos Jobim, Newton Mendonça)
2. Wee Dot – 6:48 (J.J. Johnson, Leo Parker)
3. Autumn Leaves – 7:09 (Joseph Kosma, Jacques Prévert, Johnny Mercer)

## Musicisti
- Curtis Fuller - trombone
- Zoot Sims - sassofono tenore
- Tommy Flanagan - pianoforte
- Jymie Merritt - contrabbasso
- Dave Bailey - batteria[4]